# César Campodónico
César Campodónico (Montevideo, 7 de agosto de 1929 - Ib., 10 de abril de 2005), fue un actor, director teatral y profesor de geografía uruguayo, miembro fundador de El Galpón,

## Reseña biográfica
Su esposa fue la actriz uruguaya Stella Texeira, con quien trabajó en varios espectáculos teatrales.
Comenzó su carrera universitaria en la Facultad de Derecho de la Universidad de la República, pero pronto abandonó esos estudios para ingresar al Instituto de Profesores Artigas, del que fue su primer egresado en el área de Geografía. Fue profesor de "Geografía Humana" en el Instituto Magisterial Superior, docente de "Geografía Regional" en el IPA, además de ser secretario ejecutivo de la ANPG (Asociación Nacional de Profesores de Geografía) entre 1967 y 1969.
También fue colaborador y autor de varios artículos para las revistas científicas de la ANPG.
Comienza su carrera de actor en el Teatro del Pueblo en 1948. En 1956, obtiene una beca para estudiar Geografía en Italia, viaje que aprovechó para estudiar teatro en la Academia de Arte Dramático de Roma con el maestro Orazio Costa, siendo compañero de estudios de Gian María Volonté.
La primera obra que dirigió fue La tregua basada en la novela de Mario Benedetti, en 1963. Entre otras dirigió, en  1968, la obra-collage de Flávio Rangel y Millor Fernandes Libertad, Libertad (que estuvo tres años en cartel), Heredarás el viento de Lawrence y Lee, y Las brujas de Salem de Arthur Miller.
Cuando en 1976, El Galpón es clausurado por la dictadura, César Campodónico está un tiempo preso y luego se exilió primero en Buenos Aires, para luego viajar a México en donde se reencuentra con el resto de los directores y actores de El Galpón. En este país, además del teatro, César Compodónico retoma su profesión como docente de geografía y logra un cargo en el Instituto de Geografía en la UNAM. Allí realizó un trabajo sobre el crecimiento de Acapulco, que lo obligaba a viajar los cuatrocientos kilómetros que separan a Acapulco de la Ciudad de México, mientras que en la capital dirigía la obra Prohibido Gardel, con sus compañeros de El Galpón.
Junto a Atahualpa del Cioppo dirige en México Artigas, general del pueblo y a su regreso a Montevideo, dirige Puro Cuento sobre un cuento de Juan Rulfo.
Dedicó mucha parte de su tiempo a trabajar en la Escuela de Arte Escénico de El Galpón y desde 2006 una de las salas lleva su nombre.